# スティル・サックス
『スティル・サックス』（Still Sucks）は、アメリカ合衆国のミクスチャー・ロック（ニュー・メタル）バンド、リンプ・ビズキットの6thアルバム。

## 概要
- 前作同様、ほとんどの楽曲がセルフプロデュースである。最初はデジタル配信のみだったが、後にCdなど物理的な媒体でも発売された。

## 背景
- ファンが待ちわびた新作だが、前作のリリースから10年以上が経過しており、紆余曲折と相当な苦労が窺える。
- バンドは『ゴールド・コブラ』の売上不振から2011年にデビュー時から所属していたインタースコープ・レコードを脱退、2012年新たにキャッシュ・マネー・レコード と契約。新アルバム『スタンピード・オブ・ザ・ディスコ・エレファンツ』の制作を開始する。シングル「Lightz (City of Angels)」、レーベルメイトのリル・ウェインをフィーチャリングした「Ready to Go」、ミニストリーのカヴァー曲「Thieves」、「Endless Slaughter」をリリースし、バンドは活動の継続を発信していたものの、2014年にレーベルを脱退。以降2018年まで音沙汰が無いままであった。その間にバンド内での素行不良が原因でDJ リーサルが解雇されたりもしている。その後、謝罪文を投稿したのを受けてバンドは一時復帰を認めたものの、再び解雇。海外ライブでは別のDJが代理を務めるなどメンバーチェンジを繰り返した。また、フレッドとウェス・ボーランドの間でアルバム収録の進捗面で意見が食い違う等、制作は非常に難航していた模様。さらにはリリースを控えたシングル新曲がリーク被害に遭った為、バンドは無料配信を強いられていた。
- 2018年にブリング・ミー・ザ・ホライズンが提供用の楽曲を制作していた事が判明している。しかし実現には到らなかった。
- 2019年にフランスのライブで収録曲「Out Of Style」の一部リフを披露。2021年にはライブで「Dad Vibes」をフル演奏。披露がゲリラ的かつ限定的ではあるものの、ファンサービスは怠らず、フレッドのこだわりが光る。
- リリース直前までバンドメンバーの内、フレッドが主体となってInstagramを通じアルバム制作の一部模様を公開している。そこでファンからリリース方法を投票で募り一度に全曲発表する事を決断。続いてインスタグラム・ストーリー上でアルバムジャケットを披露し、1週間後めでたくリリースされた。

## 批評
専門家からは比較的好意的な評価が寄せられた。フレッドのタイトさが増したラップボーカル、ウェス・ボーランドの弾力的で重厚なギターリフに賞賛が集まる一方、収録時間の短さを指摘されている。。

## 収録曲
1. Out of Style - 3:22
2. Dirty Rotten Bizkit - 3:01
3. Dad Vibes - 2:12
4. Turn It Up, Bitch - 2:20
5. Don't Change - 4:32 - INXSの楽曲をカヴァー。
6. You Bring Out the Worst in Me - 3:12
7. Love the Hate - 1:56
8. Barnacle - 1:55
9. Empty Hole - 1:52
10. Pill Popper - 2:24
11. Snacky Poo - 4:11
12. Goodbye - 2:35 - 5thシングル - この曲のみザックがプロデュース。